# Андреа дель Аква
Андре́а дель А́ква (1584—1656) — військовий інженер, артилерист, будівельник і архітектор родом із Венеції.

## Життєпис
Перед 1609 роком переїхав до Польщі, працював в Галичині у можновладної шляхти — Острозьких, Синявських, Заславських, Замойських, Збаразьких, Конецпольських — як будівничий укріплень.
1620 року з ініціативи короля Сиґізмунда III Вази розпочалося будівництво міцних стін католицького монастиря Ясна Гора в польському місті Ченстохова. Проєкт було створено Андреа дель Аква за зразком італійських і голландських архітектурних течій.
У 1626—1631 роках керував будівництвом Збаразького замку, згодом брав участь у спорудженні фортеці в містечку Ягільниця (нині село Чортківського району).
Відбудував колеґіату (костел) у Замості після пожежі 1633 року.
У 1630—1635 брав участь у проєктуванні та будівництві міських укріплень у Бродах, та (1635—1640) палацу в Підгірцях.
У 1652 р. виконав проєкт покращення міських укріплень Львова.
Був автором книг з питань архітектури та будівництва. Мешкав у Львові на вул. Театральній у будинку № 8.

## Праці, участь у проєктах

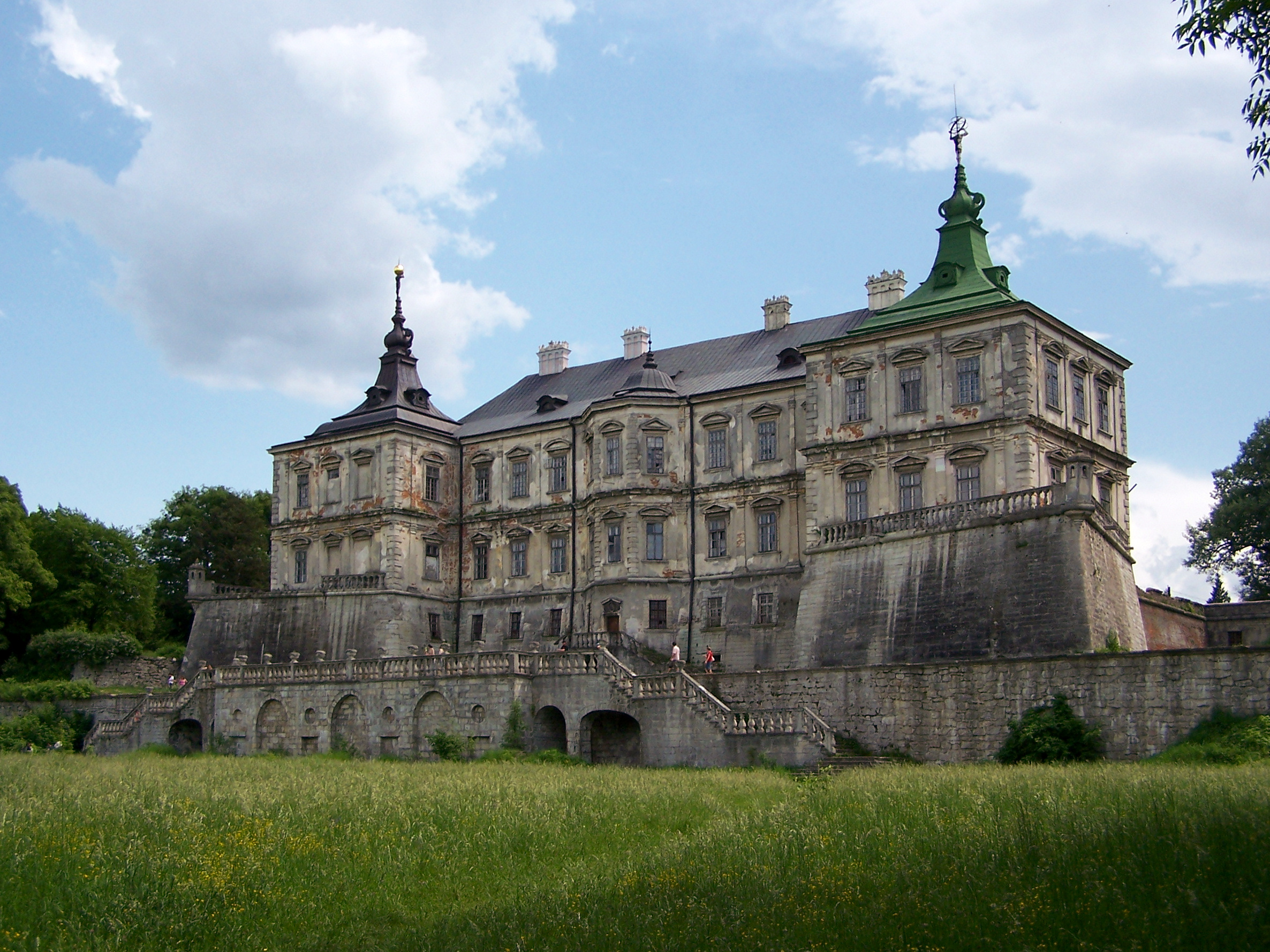
Підгорецький замок
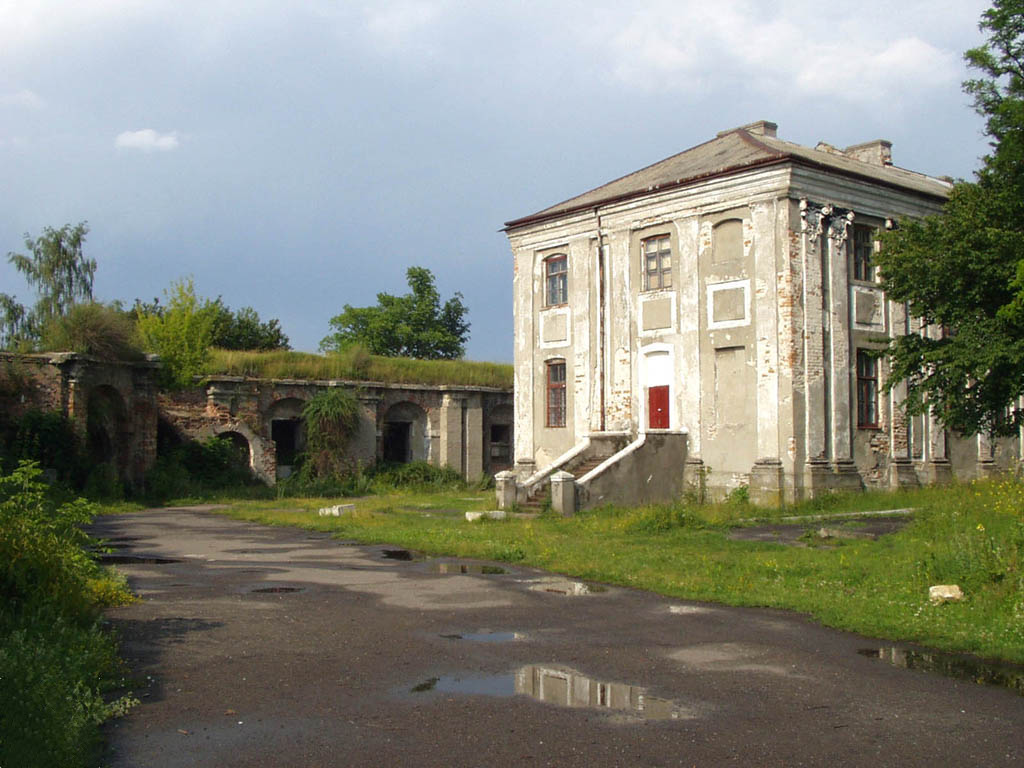
Бродівський замок
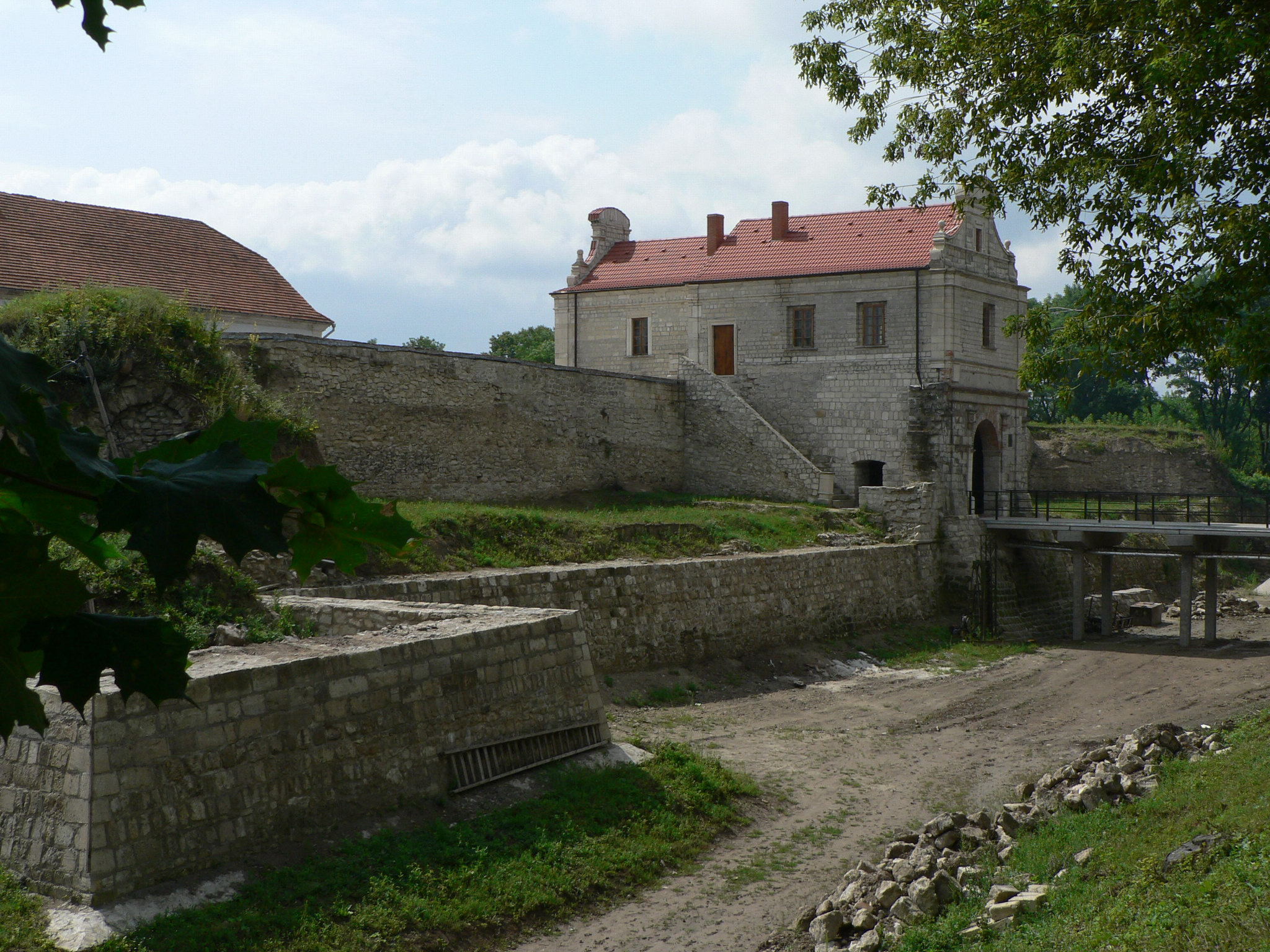
Збаразький замок

## Виноски
1. 1 2 3 4 5 6  Чеська національна авторитетна база даних
2. ↑  Архітектура Львова. — С. 87, 122.
3. ↑  Архітектура Львова. — С. 150.